# Bill Tilman
Harold William „Bill” Tilman (ur. 14 lutego 1898 w Wallasey, zm. 1977) – angielski podróżnik i eksplorator, wspinacz i żeglarz. Uczestnik obu wojen światowych, uhonorowany wysokimi brytyjskimi odznaczeniami wojskowymi: Orderem Imperium Brytyjskiego (CBE), Distinguished Service Order (DSO) i Military Cross (MC).

## Życiorys
Tilman urodził się w miejscowości Wallasey w hrabstwie Cheshire w Anglii. W wieku 18 lat wstąpił do armii brytyjskiej i jako artylerzysta brał udział w walkach podczas I wojny światowej, m.in. w Bitwie nad Sommą.
Wspinać zaczął się już w latach 20., lecz jego kariera jako wspinacza rozpoczęła się od spotkania z Erikiem Shiptonem w Kenii. Wkrótce stworzyli oni jeden z najsłynniejszych zespołów wspinaczkowych w dziejach tego sportu. W 1930 r. dokonali oni I przejścia zachodniej grani masywu Mount Kenia i trawersowania całego masywu. Wspólnie zdobyli Kilimandżaro oraz Ruwenzori. Tilman odbył następnie śmiały rajd rowerem przez Afrykę aż po jej zachodzie wybrzeże, skąd wrócił do Anglii. Jego uwaga zwróciła się ku Himalajom.
W 1934 r. wraz z Shiptonem przeprowadził zwiad w rejonie Nanda Devi. W następnym roku odbyli rekonesans pod Mount Everestem. Ich siedmioosobowa wyprawa zdobyła wówczas 26 szczytów, w tym 3 siedmiotysięczniki (Tilman wszedł m.in. na Kellas Rock Peak, 7065 m n.p.m.). 29 sierpnia 1936 r. Tilman wraz z Noelem Odellem dokonał pierwszego wejścia na Nanda Devi (7816 m n.p.m.). Był to aż do 1950 r. najwyższy szczyt Ziemi zdobyty przez człowieka i jednocześnie największe osiągnięcie alpinistyczne Tilmana. W 1938 r. Tilman poprowadził wyprawę na Mount Everest, podczas której osiągnął wysokość 8290 m n.p.m. bez wykorzystania aparatu tlenowego. Posługiwaniu tlenem sprzeciwiał się ze względów ideologicznych. Jako jeden z pierwszych sformułował też teorię małych wypraw w góry wysokie, nie obciążonych nadmiernym bagażem ani personelem, a przez to bardziej mobilnych. W 1939 r. był pierwszym eksploratorem w Himalajach Asamu, działającym u południowych podnóży masywu Gori Chen (6538 m n.p.m.).
Po wybuchu drugiej wojny światowej zgłosił się na ochotnika do armii brytyjskiej. Spędził ją na różnych frontach, walcząc m.in. pod Dunkierką i w Północnej Afryce. W czasie wojny również się wspinał: w 1941 r. zdobył wiele szczytów w Kurdystanie, a w następnym roku odbył kilka wspinaczek w Tunezji. Później, zrzucony na spadochronie nad Albanią, organizował partyzantkę antyfaszystowską na Bałkanach i we Włoszech.
Po zakończeniu wojny wrócił do organizowania wypraw zdobywczych w górach wysokich. W 1947 r. działał na Rakaposhi, gdzie osiągnął wysokość 5800 m n.p.m. nie zdobywając jednak szczytu. W tym samym roku wraz z Erikiem Shiptonem musiał zawrócić spod szczytu Muztagh Ata w Pamirze. W następnym roku zdobył szczyt Bogda Feng w górach Tienszan. W tym samym roku musiał zawrócić spod szczytu Chakragil w górach Kunlun. Również w 1948 roku zwiedził rejon Chitral w Hindukuszu. W 1949 r. kierował czteromiesięczną wyprawą naukową w dziewicze rejony Langtang, Ganesh i Jugal w Nepalu. W następnym roku był kierownikiem brytyjskiej wyprawy w rejon Annapurny, która jednak nie dosięgnęła szczytu atakowanej Annapurny IV. W tym samym 1950 r. wraz z Charlesem S. Houstonem oglądał Mount Everest z dopiero co udostępnionych przez Nepal stoków Pumori.
Od 1954 r. odbywał śmiałe rejsy oceaniczne na prostych łodziach żaglowych: tradycyjnych angielskich kutrach Mischief, Sea Breeze i Baroque, m.in. po wodach arktycznych (opłynął Spitsbergen) i antarktycznych. Zdobywał wówczas dziewicze szczyty arktyczne, jako drugi w historii przetrawersował też lądolód patagoński. Na początku 1977 r. pożeglował na jachcie En Avant z ekipą wspinaczy, których celem były szczyty Wyspy Smitha (Smith Island) w archipelagu Szetlandów Południowych. W tym samym roku zaginął bez wieści na Atlantyku podczas rejsu z Rio de Janeiro na Falklandy.
Tilman był autorem 14 książek, w tym szeroko znanego dzieła pt. Mount Everest 1938.